# Haruka Shimotsuki
Haruka Shimotsuki (15 novembre 1980) è una cantante giapponese.
È nota per le sue produzioni musicali nell'ambito della musica dōjin e per aver interpretato più di 40 sigle di anime e videogiochi.

## Biografia
Haruka Shimotsuki ha iniziato la sua carriera nel 1999 componendo e interpretando canzoni per videogiochi. I suoi primi lavori dōjin sono stati pubblicati con gli pseudonimi Maple Leaf e tieLeaf, quest'ultimo un circolo collaborativo fondato insieme a Ao Sorano e Nao Hiyama. Con tieLeaf ha realizzato progetti multimediali comprendenti CD musicali, dōjinshi e romanzi illustrati.
Ha acquisito popolarità grazie alla sigla di chiusura "Tōmei Shelter" dell'anime Rozen Maiden, interpretata sotto il nome Refio+Shimotsuki Haruka. In seguito ha formato il duo Kukui insieme a Myu, già membro di Refio. Ha collaborato frequentemente anche con altre cantanti come Rekka Katakiri e Chata, oltre ad aver partecipato come membro di supporto nei concerti e negli album del gruppo Sound Horizon, in particolare nel progetto Moira.
Nel 2006 ha tenuto il suo primo concerto da solista, seguito da un secondo nel 2008. 
Ha partecipato al collettivo Barbarian On The Groove (BOTG) insieme ad IKU, Rekka Katakiri, Chata, Marie, Annabel. 
Oltre ai lavori relativi ad anime e videogiochi, si dedica a composizioni originali ispirate a temi fantasy ed etnici.

## Discografia

### Album in studio
- 2007 – Tindharia no Tane
- 2009 – Griotte no Nemuri Hime
- 2012 – Koboreru Suna no Aria

### Album dal vivo
- 2011 – Melodies Memories
- 2023 – Haruka Shimotsuki “Maple Leaf” 20th Anniversary LIVE

### Singoli
- 2005 – Garasu Kagami no Yume
- 2006 – Kiri no Mukō ni Tsunagaru Sekai (con Revo)
- 2008 – Kazahane (sigla dell'anime H2O: Footprints in the Sand)
- 2009 – Kimi to no Tabiji
- 2010 – Saigo no Michishirube

### Raccolte
- 2005 – Ashiato Rhythm
- 2012 – Omoi no Koncheruto

### Album dōjin
- 2001 – Ciel Etoile
- 2001 – Sacred Doors Vol.1
- 2002 – Reed+
- 2005 – Tsukioi no Toshi (con tieLeaf)
- 2006 – Maple Leaf Box
- 2007 – Lip Aura

## Altri lavori

### Anime
- Rozen Maiden (sigle di chiusura)
- Kakera Musubi
- Nishi no Yoki Majo (sigla iniziale)
- H2O: Footprints in the Sand (sigla di chiusura)

### Videogiochi
Haruka Shimotsuki è accreditata in almeno 39 videogiochi tra cui:
- Akai Ito (2004)
- Doko e Iku no, Ano Hi (2004)
- Ar tonelico: Melody of Elemia (2006)
- Ar tonelico II: Sekai ni Hibiku Shōjo-tachi no Metafalica (2007)
- Atelier Iris 2: The Azoth of Destiny (2005)
- Princess Maker 4 (2005)
- Atelier Iris 3: Grand Phantasm (2006)
- Mana-Khemia (2007)
- Kara no Shōjo (2008), sigla di apertura, colonna sonora composta e arrangiata da Manyo (LittleWing), testi di Rokuokan; voce di Haruka Shimotsuki; con chitarra di Kenichi "nabeken" Watanabe, basso di Takafumi Kamijo, batteria di Masanori Yabuki, sassofono di Masaki Aoi e pianoforte di Toshikazu Takenaka.[1]
- Radiant Historia (2010)
- Mugen Souls (2012)